# NBA Development League All-Star Game Most Valuable Player Award
NBA Development League All-Star Game Most Valuable Player Award – jest nagrodą NBA Development League (NBADL) przyznawaną corocznie najlepszemu zawodnikowi meczu gwiazd ligi, począwszy od sezonu 2006/07. 
Na najlepszego zawodnika spotkania gwiazd głosują dziennikarze.
Pierwszym laureatem nagrody został Pops Mensah-Bonsu. Dwukrotnie zdobywał ja natomiast Courtney Sims.

## Laureaci

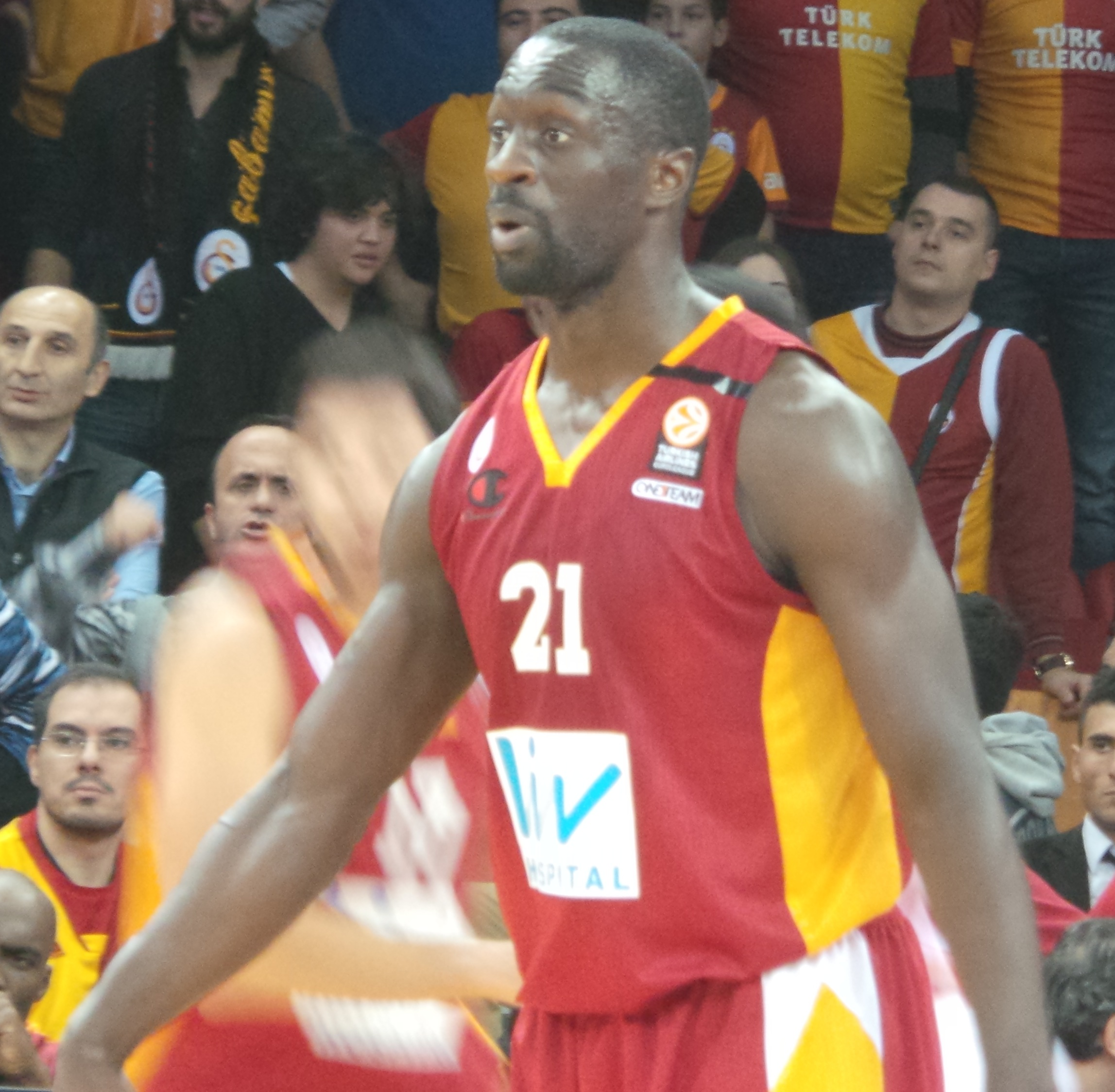
Pops Mensah-Bonsu – pierwszy w historii zdobywca nagrody.

| Sezon   | Zawodnik          | Zespół                   |
| ------- | ----------------- | ------------------------ |
| 2006/07 | Pops Mensah-Bonsu | Fort Worth Flyers        |
| 2007/08 | Jeremy Richardson | Fort Wayne Mad Ants      |
| 2008/09 | Blake Ahearn      | Dakota Wizards           |
| 2008/09 | Courtney Sims     | Iowa Energy              |
| 2009/10 | Brian Butch       | Bakersfield Jam          |
| 2010/11 | Courtney Sims     | Iowa Energy              |
| 2011/12 | Gerald Green      | Los Angeles D-Fenders    |
| 2012/13 | Travis Leslie     | Santa Cruz Warriors      |
| 2013/14 | Robert Covington  | Rio Grande Valley Vipers |
| 2014/15 | Andre Emmett      | Fort Wayne Mad Ants      |
| 2015/16 | Jimmer Fredette   | Westchester Knicks       |
| 2016/17 | Quinn Cook        | Canton Charge            |